# Numer Raz
Numer Raz, właśc. Michał Antoni Witak (ur. 20 czerwca 1977 w Warszawie) – polski raper i producent muzyczny, a także działacz społeczny i dziennikarz radiowy. Numer Raz znany jest przede wszystkim z wieloletnich występów w grupie muzycznej Warszafski Deszcz, której był członkiem od 1997 do 2017 roku. Od 2010 roku członek formacji Miejska Astma. Były członek zespołów Quit New Sort, Młoda Foka i Gib Gibon Skład, a także kolektywu Mop Skład. Współtworzy duety wraz z DJ-em Zero i DJ-em Abdoolem. Prowadzi także solową działalność artystyczną.
Witak współpracował ponadto m.in. z takimi wykonawcami jak: Trials X, Trzyha, OMP, Pęku, Sistars, O$ka, DJ 600V, Włodi, Dreadsquad, WSZ, CNE, Abradab, Święty, Emazet, Marika, WhiteHouse, Ten Typ Mes, Te-Tris, Proceente, Tede oraz HiFi Banda. Poza działalnością artystyczną pełni funkcję wiceprzewodniczącego w Stowarzyszeniu Kultury Młodzieżowej „Spoko Dzieciak”. Był także współzałożycielem wytwórni muzycznej Lubię Wąchać Winyl. Jako dziennikarz związany z Programem IV Polskiego Radia.

## Życiorys
Michał Witak działalność artystyczną rozpoczął w 1993 roku w lokalnym zespole Quit New Sort. Jednakże jego debiut fonograficzny nastąpił w 1995 roku na drugim albumie prekursorów hip-hopu w Polsce Trials X pt. Prawda, cel, przesłanie. Raper gościł w utworze „Muzyczny narkotyk”. Następnie wystąpił gościnnie na albumie Trzyha – WuWuA (1997). W międzyczasie Numer Raz nawiązał współpracę z DJ-em Zero. Efektem był utwór „Muzyka, blunty i słodycze”, który znalazł się na pierwszej krajowej kompilacji hip-hopowej Smak B.E.A.T. Records. Twórcy dołączyli także do kolektywu Mop Skład. Wcześniej Numer Raz występował także w zespole z nurtu funky pod nazwą Młoda Foka.
W 1997 roku za namową Tedego i DJ Mario dołączył do zespołu Trzyha, przekształconego wkrótce w Warszafski Deszcz. Przed nagraniem debiutu WFD Witak gościł na płytach zespołów Stare Miasto – Stare Miasto (1998) oraz OMP – Wilanów... zobacz różnicę (1998). Z kolei wraz z Warszafskim Deszczem wystąpił na debiutanckim albumach Molesty Ewenement – Skandal (1998). W 1999 roku nakładem wytwórni muzycznej R.R.X. ukazał się debiutancki album WFD pt. Nastukafszy.... Ciesząca się popularnością płyta zyskała 50 tys. nabywców. Rok później trio wystąpiło na kompilacjach Hiphopowy raport z osiedla 2000 i Pokaż walory. Z kolei Numer Raz wraz z solowym utworem znalazł się na wydawnictwie Styl reprezentacji pierwszej ligi.
W 2001 roku Numer Raz i Tede wspólnie z Małgorzatą Ostrowską wziął udział w programie TVP „Muzyka Łączy Pokolenia”. Raperzy zaprezentowali utwór „Szklana pogoda”, natomiast wokalistka Lombardu zaśpiewała „Aluminium”. Wkrótce potem Warszawski Deszcz zaprzestał działalności. W międzyczasie raper współtworzył zespół freestyle’owy Gib Gibon Skład. Wraz z którym wystąpił podczas Bitwy o Płock, gdzie doszło do konfrontacji z zespołem Obrońcy Tytułu, któremu przewodził Eldo. Wydarzenie, którego kanwą był beef pomiędzy Tede a Eldo uznawane jest za jedno z najważniejszych w historii polskiego hip-hopu. Zwycięzcą pojedynku był Gib Gibon Skład.
Kolejne dwa lata działalności Witaka obejmowały jedynie występy gościnne. Raper pojawił się na płytach DJ-a 600V, Sistars i Pęka. W 2004 roku nakładem wytwórni muzycznej Wielkie Joł ukazał się pierwszy album Witaka pt. Muzyka, bloki, skręty, zarejestrowany z DJ-em Zero. Wydawnictwo był promowane teledyskami do utworów „Zazdrość”, „Ławka, chłopaki z bloków” i „Chwila” z udziałem Sistars. Ostatnia z piosenek zyskała pewną popularność w kraju, była notowana na 14. miejscu Szczecińskiej Listy Przebojów Polskiego Radia. Na kanwie wzrastającej popularności raper gościł w talk-show Kuba Wojewódzki. Poza solową płytą Numer Raz rapował w 2004 roku także na płytach Tedego, WhiteHouse, O$ki i DJ-a 600V.
W 2005 roku Numer Raz podjął się działalności społecznej w ramach Stowarzyszenia Kultury Młodzieżowej „Spoko Dzieciak”, którego był współzałożycielem. Raper gościł także na płytach Włodiego, Dreadsquad, duetu WSZ i CNE oraz Abradaba. Równolegle wraz z DJ-em Zero, Piotrem Turkiem i Tomaszem Wiśniewskim założył wytwórnię muzyczną Lubię Wąchać Winyl. W ramach firmy powstało również studio nagraniowe pod nazwą Spoko Dzieciak Studio. 1 września 2006 roku nakładem Lubię Wąchać Winyl ukazał się mixtape rapera i DJ-a Abdoola pt. Minęło 43756200 obrotów winyla. Następnie Numer Raz wystąpił w piosence „Lepiej późno niż wcale”, która znalazła się na albumie producenckim Świętego – Tu wolno palić. W 2007 roku nastąpiła reaktywacja zespołu Warszafski Deszcz. Powrotny album WFD pt. Reminiscencje ukazał się 5 stycznia nakładem Wielkie Joł. 20 stycznia 2007 roku, ponownie nakładem Lubię Wąchać Winyl ukazał się drugi mixtape nagrany z DJ-em Abdoolem zatytułowany Dokładnie tak. Zwrotki Witaka znalazły się także na wydanym tego samego roku albumie duetu Emazet/Procent pt. Jedyneczka.
Rok później raper wystąpił na debiutanckim albumie Mariki pt. Plenty. 6 czerwca 2009 roku został wydany kolejny album Warszafskiego Deszczu pt. Powrócifszy..., wyróżniony nominacją do nagrody polskiego przemysłu fonograficznego Fryderyka. Następnie, 8 września nakładem Wielkie Joł ukazał się album Ludzie, maszyny, słowa, pierwszy sygnowany jako zupełnie solowa produkcja Witaka. Płyta dotarła do 27. miejsca zestawienia OLiS. Materiał był promowany piosenką „PL.otki” z udziałem Milu Milu. Tego samego roku Numer Raz wystąpił gościnnie m.in. na płytach takich wykonawców jak Zawodnik, Proceente i DJ Abdool, WhiteHouse, Ten Typ Mes oraz Łysonżi. W międzyczasie ukazała się płyta gramofonowa WFD i O.S.T.R.-a Podostrzyfszy... 2 października 2010 roku ukazał się trzeci mixtape z DJ-em Abdoolem Lursztyn. Płyta została wydana przez Wielkie Joł. Wcześniej raper nawiązał współpracę Emazetem, Jarosz KTR i Stemplo wraz z którymi utworzył formację Miejska Astma.
Także w 2010 roku gościł na licznych produkcjach w tym takich wykonawców jak: MVP, DJ Cube, Te-Tris i DJ Tort oraz HiFi Banda. 23 lutego 2011 roku firma Lubię Wąchać Winyl wydała czwarty mixtape DJ-a Abdoola i Numera zatytułowany Zawsze spoko mixtape vol. 1. Z kolei w czerwcu został wydany album WFD pt. PraWFDepowiedziafszy. Również w 2011 roku na kompilacji Aloha 40% znalazły się pierwsze autorskie piosenki Miejskiej Astmy. 20 czerwca 2012 roku przez Wielkie Joł z okazji trzydziestych piątych urodzin rapera został wydany mixtape Numer stulecia. Materiał powstał we współpracy z Tede i DJ-em Tuniziano. Następnie Numer Raz podjął pracę w Programie IV Polskiego Radia, które od października nadaje jego autorską edycję „Numer Raz na fali”.

## Dyskografia

### Albumy
| Muzyka, bloki, skręty (oraz DJ Zero)                     | - Data: 3 lutego 2004 - Wydawca: Wielkie Joł           | –  |
| Minęło 43756200 obrotów winyla (mixtape; oraz DJ Abdool) | - Data: 1 września 2006 - Wydawca: Lubię Wąchać Winyl  | –  |
| Dokładnie tak (mixtape; oraz DJ Abdool)                  | - Data: 20 stycznia 2007 - Wydawca: Lubię Wąchać Winyl | –  |
| Ludzie, maszyny, słowa                                   | - Data: 8 września 2009 - Wydawca: Wielkie Joł         | 27 |
| Lursztyn (mixtape; oraz DJ Abdool)                       | - Data: 2 października 2010 - Wydawca: Wielkie Joł     | –  |
| Zawsze spoko mixtape vol. 1 (oraz DJ Abdool)             | - Data: 23 lutego 2011 - Wydawca: Lubię Wąchać Winyl   | –  |
| Numer stulecia (mixtape; oraz Tede, DJ Tuniziano)        | - Data: 20 czerwca 2012 - Wydawca: Wielkie Joł         | –  |
| Człowieku mordo mixtape (oraz DJ Abdool)                 | - Data: 8 listopada 2012 - Wydawca: Lursztyn Recordz   | –  |
| „–” album nie był notowany.                              |                                                        |    |

### Kompilacje różnych wykonawców
| Album                             | Rok  | Utwór                                                                     | Źródło |
| --------------------------------- | ---- | ------------------------------------------------------------------------- | ------ |
| Styl reprezentacji pierwszej ligi | 2000 | Numer Raz – „Świat jest dziwny?”                                          | [ 19 ] |
| Popcorn – Hip Hop Mania 3         | 2004 | Mes, Numer Raz – „Rok później (oczy otwarte 2)” (wideo)                   | [ 20 ] |
| VIVA Hip Hop vol.4                | 2004 | Mes, Numer Raz – „Rok później (oczy otwarte 2)”                           | [ 21 ] |
| 12 ławek                          | 2005 | Numer Raz – „Jedzenie, picie, spanie – totalny luz” (ławka dziesiąta)     | [ 22 ] |
| Rap Eskadra 2                     | 2005 | WhiteHouse, Mes, Numer Raz – „Oczy otwarte 2 (rok później)”               | [ 23 ] |
| Hiphopstacja 3                    | 2006 | THE 210, Numer Raz, Lady Mocca, Mag – „Hit”                               | [ 24 ] |
| JuNouDet                          | 2006 | Numer Raz, Jarosz KTR – „Gdzieś to mam”                                   | [ 25 ] |
| Prosto Mixtape 600V               | 2010 | Felipe, VNM, WWO, Pezet, Brahu, Numer Raz, Eldo – „I żeby było normalnie” | [ 26 ] |
| Grube jointy 2: karani za nic     | 2011 | Numer Raz – „Zielono mi”                                                  | [ 27 ] |
| Aloha 40%                         | 2011 | Numer Raz, DwaZera, Proceente, Mały Esz Esz, WdoWa – „Złe nawyki”         | [ 28 ] |

### Single
| Numer Raz, DJ Zero – „Chwila” (oraz Sistars)                              | 2004 | 14 | –  | Muzyka, bloki, skręty |
| WhiteHouse – „Rok później (oczy otwarte 2)” (oraz Ten Typ Mes, Numer Raz) | 2004 | 32 | 20 | Kodex 2: Proces       |
| Numer Raz, Ero, Onar, Sokół, Diox i inni – A pamiętasz jak?               | 2011 | –  | –  | –                     |
| „–” singel nie był notowany.                                              |      |    |    |                       |

### Występy gościnne
| Album                                       | Rok  | Utwór | Źródło |
| ------------------------------------------- | ---- | --- | ------ |
| Trials X – Prawda, cel, przesłanie          | 1995 | „Muzyczny narkotyk” (gościnnie: Oliwka, Numer Raz) | [ 33 ] |
| Trzyha – WuWuA                              | 1997 | „Skojarz to (cokolwiek)” (gościnnie: Numer Raz) | [ 34 ] |
| Stare Miasto – Stare Miasto                 | 1998 | „Text1” (gościnnie: Tede, Numer Raz) | [ 35 ] |
| OMP – Wilanów... zobacz różnicę             | 1998 | „Nie chcę się wstydzić” (gościnnie: Krit, Numer Raz) | [ 36 ] |
| DJ 600V – Szejsetkilovolt                   | 1999 | „93...94” (gościnnie: Juchas, Numer Raz) | [ 37 ] |
| DJ 600V – Wkurwione bity                    | 2001 | „Nie oddawaj duszy...” (gościnnie: Numer Raz) | [ 38 ] |
| DJ Buhh – Volumin I: Hałas                  | 2003 | „Zazdrość” (gościnnie: Numer Raz) | [ 39 ] |
| Sistars – Siła sióstr                       | 2003 | „Siła sióstr” (gościnnie: O.S.T.R., Numer Raz) | [ 40 ] |
| Tede – Notes                                | 2004 | „Ekipa Wielkie Joł” (gościnnie: Kiełbasa, Kołcz, Numer Raz, WSZ & CNE) | [ 41 ] |
| WhiteHouse – Kodex 2: Proces                | 2004 | „Rok później (oczy otwarte 2)” (gościnnie: Ten Typ Mes, Numer Raz) | [ 42 ] |
| WhiteHouse – Kodex 2: Suplement             | 2004 | „Rok później (Heavy RMX)” (gościnnie: Ten Typ Mes, Numer Raz) | [ 43 ] |
| O$ka – Przez $ jak...                       | 2004 | „Łapie chwile” (gościnnie: Numer Raz) | [ 44 ] |
| DJ 600V – Style (operacja zrób to głośniej) | 2004 | „Esencja” (gościnnie: Numer Raz) | [ 45 ] |
| Włodi – W...                                | 2005 | „Jestem wolny” (gościnnie: Numer Raz) | [ 46 ] |
| Dreadsquad – Dread za dreadem               | 2005 | „Cudak” (gościnnie: Numer Raz) | [ 47 ] |
| WSZ & CNE – Jeszcze raz                     | 2005 | „Kolor szary” (gościnnie: Numer Raz) | [ 48 ] |
| Abradab – Emisja spalin                     | 2005 | „Kumam” (gościnnie: Numer Raz, Gutek) | [ 49 ] |
| Święty – Tu wolno palić                     | 2006 | „Lepiej późno niż wcale” (gościnnie: Numer Raz, Dj Spike) | [ 50 ] |
| Emazet/Procent – Jedyneczka                 | 2007 | „Fajrant” (gościnnie: Frenchman, Numer Raz, Beton Skład) | [ 51 ] |
| Emazet/Procent – Jeden / Ładuj              | 2007 | „Fajrant” (Radio Edit)” (gościnnie: Frenchman, Numer Raz, Beton Skład) | [ 52 ] |
| Zagmadfany – The Dobrze                     | 2008 | „Sztuka” (gościnnie: Numer Raz, Siła Dźwięq) | [ 53 ] |
| Marika – Plenty                             | 2008 | „Wierzę w cuda” (gościnnie: Numer Raz) | [ 54 ] |
| Zawodnik – Pierwszy sort                    | 2009 | „Spontany” (gościnnie: Numer Raz) | [ 55 ] |
| Proceente & DJ Abdool – T.O.A.S.T. Mixtape  | 2009 | „Moklok Moklok (Gdzie Ten Kac?)” (gościnnie: Numer Raz) | [ 56 ] |
| WhiteHouse – Poeci                          | 2009 | „Świat zepsuty” – Ignacy Krasicki (gościnnie: Numer Raz) | [ 57 ] |
| Ten Typ Mes – Zamach na przeciętność        | 2009 | „Nie ten sam ziom” (gościnnie: Numer Raz, Łona, Monika Borzym) | [ 58 ] |
| KrzyHu & ENWueS – Dlaczego o tym mówię      | 2009 | „Żadnych granic” (gościnnie: Numer Raz) | [ 59 ] |
| Łysonżi – Dżonson                           | 2009 | „Zawsze wierzyłem” (gościnnie: Numer Raz, WdoWa, Kfiat) | [ 60 ] |
| Proceente – Galimatias                      | 2009 | „Jadę na rowerze” (gościnnie: Numer Raz, Pablopavo) | [ 61 ] |
| Siódmy – Fundament                          | 2009 | „Jestem sobą” (gościnnie: Numer Raz, Młodziak) | [ 62 ] |
| Kixnare – Kollage Volume. 1                 | 2009 | „Gloria Lama, Koun – Nie jestem romantyczny” (gościnnie: Numer Raz) | [ 63 ] |
| MVP – Żyję tu gdzie melanż                  | 2010 | „Mamy to” (gościnnie: Numer Raz) | [ 64 ] |
| DJ Cube – Forfiter                          | 2010 | „Forfiter 3" (gościnnie: Płomień 81, Zeus, Numer Raz, Sobota) | [ 65 ] |
| Te-Tris & DJ Tort – Shovany Mixtape Vol. 2  | 2010 | „Niby nic (Feelin? It)” (gościnnie: Jazzy, Numer Raz) | [ 66 ] |
| DJ Tuniziano/Jay-ziano/Tedeziano – Howwa    | 2010 | „Weź to kurwa podgłośnij (Blend)” (gościnnie: Numer Raz) „Już od '99 płynę (Blend)” (gościnnie: Numer Raz) „To WuJot (New)” (gościnnie: Seta, Numer Raz, Zgrywus) „Dekada (Blend)” (gościnnie: Numer Raz) | [ 67 ] |
| Proceente – Dziennik 2010                   | 2010 | „Cud” (gościnnie: Emazet, Numer Raz) | [ 68 ] |
| Tede – FuckTede/Glam Rap                    | 2010 | „Mixtejp” (gościnnie: Numer Raz) | [ 69 ] |
| Wice Wersa – Między niebem a piekłem        | 2010 | „Życie nie jest usłane różami” (gościnnie: Numer Raz, Grand Papa Dziad) | [ 70 ] |
| HiFi Banda – Puszer (DVD)                   | 2010 | „Puszer Remix 1" (gościnnie: Pyskaty, Numer Raz, Kaszalot, Rak, Tede) | [ 71 ] |
| Blow – Jeśli czujesz                        | 2010 | "Po prostu świeć!!!” (gościnnie: WdoWa, Numer Raz, 2cztery7) | [ 72 ] |
| Echinacea – Echinacea                       | 2011 | „Czekając na falę” (gościnnie: Numer Raz, DJ Kebs) | [ 73 ] |
| Zbylu – Operacja: sampling                  | 2011 | „Zwolnij” (gościnnie: Bartold, Numer Raz, DJ Steez) | [ 74 ] |
| WuWunio – Ambulans Vol.2 – Lansylwania      | 2011 | „Oj tam, oj tam” (gościnnie: Numer Raz, Mantha) | [ 75 ] |
| Kuz – Świeża dostawa                        | 2011 | „Chamstwo” (gościnnie: Numer Raz, Jarosz KTR) | [ 76 ] |
| Smagalaz – Dorzucamy do grilla              | 2011 | „06.01.11” (gościnnie: Zgrywus, Numer Raz) „Zawsze spoko” (gościnnie: Numer Raz, Numer, Gonix) | [ 77 ] |
| Tede – 36 Problems                          | 2012 | „Mixtejp” (gościnnie: Numer Raz) „Niedostępny abonent” (gościnnie: Numer Raz) „Ekipa Wielkie Joł” (gościnnie: CNE, Kiełbasa, Kołcz, Numer Raz)                                                            | [ 78 ] |
| WTM & CBR Zgodnie z planem                  | 2012 | „Coś kosztem czegoś” (gościnnie: Numer Raz) | [ 79 ] |
| Wozu – K1asa i k1asyka                      | 2012 | „Zegarek z komunii” (gościnnie: Numer Raz, Człowień, Mustafa, DJ Prox) | [ 80 ] |
| Tede – Elliminati                           | 2013 | „Tak się robi remix” (gościnnie: Pelson, Diox, Obi, VNM, Numer Raz) | [ 81 ] |
| Fabster – Kontrasty                         | 2014 | „Lato w mieście” (gościnnie: Numer Raz, Proceente, Spalto) | [ 82 ] |

## Teledyski
| Tytuł | Rok  | Reżyseria/Realizacja                               | Album                             | Źródło        |
| --- | ---- | -------------------------------------------------- | --------------------------------- | ------------- |
| „Chwila” (oraz DJ Zero; gościnnie: Sistars) | 2004 | Joanna Rechnio                                     | Muzyka, bloki, skręty             | [ 83 ]        |
| „Zazdrość” (oraz DJ Zero) – Humaniztikz (Vocal Cut Remix) | 2004 | Karol Zakrzewski                                   | Muzyka, bloki, skręty             | [ 83 ]        |
| „Ławka, chłopaki z bloków” (oraz DJ Zero) | 2004 | Nokaut Skład, Mateusz Śliwa                        | Muzyka, bloki, skręty             | [ 84 ]        |
| „PL.otki” (gościnnie: Milu Milu) | 2009 | Technik Flowmotion                                 | Ludzie, maszyny, słowa            | [ 85 ]        |
| „Rusz się” | 2012 | Dirt Miron                                         | Ludzie, maszyny, słowa            | [ 86 ]        |
| „Mój świat” (oraz DJ Abdool; gościnnie: Piotr Dymała) | 2012 | Marcin Pietkiewicz                                 | Człowieku mordo mixtape           | [ 87 ]        |
| „Paranoje 2" (oraz DJ Abdool) | 2012 | –                                                  | Człowieku mordo mixtape           | [ 88 ]        |
| "#Hot16Challenge” | 2014 | –                                                  | –                                 | [ 89 ]        |
| Gościnnie |      |                                                    |                                   |               |
| WhiteHouse – „Rok później (Oczy otwarte 2)” (gościnnie: Mes, Numer Raz) | 2005 | Dariusz Szermanowicz, Grupa 13                     | Kodex 2: Proces                   | [ 90 ]        |
| DJ 600V – „Esencja” (gościnnie: Numer Raz) | 2005 | DJ 600V, Softsport                                 | Style (operacja zrób to głośniej) | [ 91 ]        |
| The 210 – „H.I.T.” (gościnnie: Numer Raz, Lady Mocca, Mag) | 2006 | Piotr Turek                                        | H.I.T.                            | [ 92 ] [ 93 ] |
| EmazetProcent – „Fajrant” (gościnnie: Frenchman, Numer Raz, Beton Skład) | 2007 | –                                                  | Jedyneczka                        | [ 94 ]        |
| HiFi Banda – „Puszer (Remix 1)” (gościnnie: Pyskaty, Numer Raz, Kaszalot, Rak, Tede) | 2010 | Smoke Story Group/SSG                              | Puszer                            | [ 95 ]        |
| MVP – „Mamy to” (gościnnie: Numer Raz) | 2011 | Dawid Napierała, Maciej Maciejewski, Michał Giorew | Żyję tu gdzie melanż              | [ 96 ]        |
| Echinacea – „Czekając na falę” (gościnnie: Numer Raz, DJ Kebs) | 2011 | Wiktor Kwapisz                                     | Echinacea                         | [ 97 ]        |
| Kuz – „Świeża dostawa” (gościnnie: Numer Raz, Kfiat, Łysonżi, Emazet) | 2012 | Serwus Media, Filip Michalski                      | Świeża dostawa                    | [ 98 ]        |
| WuWunio – „Oj tam, oj tam” (gościnnie: Numer Raz, Mantha) | 2012 | Marcin Pietkiewicz, Bartosz Deja                   | Ambulans Vol.2 – Lansylwania      | [ 99 ]        |
| WTM & CBR – „Coś kosztem czegoś” (gościnnie: Numer Raz) | 2012 | PressPlayFilm                                      | Zgodnie z planem                  | [ 100 ]       |
| Inne |      |                                                    |                                   |               |
| Numer Raz, WSZ, CNE, Filip Rudanacja, DJ Bart – „Rywalizacja” | 2006 | Grupa 13                                           | –                                 | [ 101 ]       |
| Felipe, VNM, Jędker, Pezet, Sokół, Brahu, Numer Raz, Eldo – „I żeby było normalnie” | 2010 | 1cell                                              | Prosto Mixtape 600V               | [ 102 ]       |
| Sokół, Pezet, Małolat, Numer Raz i inni – „A pamiętasz jak?” | 2011 | Letemknow                                          | A pamiętasz jak? (singel)         | [ 103 ]       |
| Pyskaty, Numer Raz, Proceente, Pelson, Rahim, Łysol, Mielzky, Dwa Sławy, Zeus, Chada, Klasik, Quebonafide, JodSen, Joteste, Bezczel, Siwers, Ten Typ Mes – „Najsilniejsi przetrwają” (prod. DJ Premier, Luxon) | 2014 | Piotr Sawicki, Hanusz Bystry                       | –                                 | [ 104 ]       |

## Filmografia
| Tytuł                     | Rok  | Uwagi                                                                                                 | Źródło  |
| ------------------------- | ---- | --- | ------- |
| „Mówią bloki człowieku”'  | 2000 | film dokumentalny, reżyseria: Joanna Rechnio                                                          | [ 105 ] |
| „Mówią bloki człowieku 2" | 2001 | film dokumentalny, reżyseria: Joanna Rechnio                                                          | [ 105 ] |
| „Pionierzy stylu – Włodi” | 2014 | film dokumentalny, realizacja: Michał Kowal, Jacek „Merd” Wszoła, Piotr „Steez” Szulc, Kamil Sołdacki | [ 106 ] |

## Nagrody i wyróżnienia
| Rok  | Kategoria                                                                                           | Nagroda           | Uwagi     | Źródło  |
| ---- | --------------------------------------------------------------------------------------------------- | ----------------- | --------- | ------- |
| 2004 | Reżyseria („Zazdrość”)                                                                              | Yach Film         | Nominacja | [ 107 ] |
| 2004 | Scenariusz („Chwila”)                                                                               | Yach Film         | Nominacja | [ 107 ] |
| 2004 | Animacja („Zazdrość”)                                                                               | Yach Film         | Nominacja | [ 107 ] |
| 2011 | Teledysk roku (Felipe, VNM, Jędker, Pezet, Sokół, Brahu, Numer Raz, Eldo – "I żeby było normalnie”) | VIVA Comet Awards | Nominacja | [ 108 ] |